# Peizerhoeve
Peizerhoeve is een buurt in de Nederlandse stad Groningen. Het ligt op de westelijke hoek van de Hunsigolaan en de Peizerweg. De buurt telt 21 vrijstaande woningen. Ten zuiden van de buurt ligt de woonwijk De Buitenhof, aan de noordkant wordt de wijk begrenst door de Peizerweg, en aan de oostzijde ligt de buurt Peizerhoven.

## Geschiedenis
De buurt Peizerhoeve werd ontwikkeld op het erf van een voormalige boerderij. Deze boerderij is vlak na de Tweede Wereldoorlog geheel herbouwd; tijdens de bevrijding van Groningen was de oorspronkelijke boerderij kapotgeschoten.
Op de landerijen van deze boerderij en die van de Kranenburg en de Rozenburg is de woonwijk Buitenhof en een gedeelte van het kantorenpark Kranenburg ontwikkelt. Het andere gedeelte van het kantorenpark is ontwikkeld op een vloeiveld gecreëerd tijdens de aanleg van de huidige A7. 
1. ↑  Inclusief het A-kwartier, Academiekwartier, Bisschopskwartier en Ebbingekluft
2. ↑  Inclusief Ruskenveen
3. ↑  Euvelgunne en Roodehaan zijn onderdeel van de MEER-dorpen, maar vallen onder de wijk Zuidoost
4. ↑  Inclusief de subbuurten De Wierden (waaronder het bouwblok Heemwerd), Rietlanden en Reitdiephaven
5. ↑  Voorheen Korrewegwijk genoemd
6. ↑  Voorheen Korrewegbuurt genoemd